# Ким Ву-сунг
Ким Ву-сунг (корејски: 김우성, рођен 25. фебруара 1993. године), такође познат као Ву-сунг и Семи (Sammy), је корејско-амерички музичар, певач, текстописац, репер и композитор, најпознатији као вокал и електрични гитариста јужнокорејског бенда Ружа (The Rose).
25. јула 2019. године је дебитовао соло са мини-албумом Wolf.

## Каријера
Ким је дебитовао 3. августа 2017. као вокал и електрични гитариста рок групе The Rose. Бенд је дебитовао са синглом Sorry.
20. марта 2019, на Твитеру је објављено да ће Ким бити трећи домаћин забавног програма After School Club, замењујући Сеунгмина. Ким ће водити забавни програм заједно са Парк Јимином (Џејми) и Хи-џун Ханом почевши од 361. епизоде 26. марта 2019.
Кимово пред издање сингла Lonely изашло је 19. јула 2019. године. Његов први мини-албум Wolf објављен је следеће недеље, 25. јула, заједно са синглом Face. Мини-албум је достигао 19. место на Gaon Album Chart.
Његов други мини-албум Genre биће објављен 9. децембра 2021. године.

## Дискографија

### Мини-албуми
| Назив | Детаљи | Вршне позиције на графикону | Продаја      |
| Назив | Детаљи | KOR                         | Продаја      |
| ----- | --- | --------------------------- | ------------ |
| Wolf  | - Објављено: July 25, 2019 - Издавачка кућа: J&Star Company - Формати: CD, дигитално преузимање Track listing 1. Wolf 2. Moon 3. Face 4. Lonely (외로워) 5. Face (Inst.) | 19                          | - KOR: 5,998 |
| Genre | - Објављено: December 9, 2021 - Издавачка кућа: Woolfpack - Формати: CD, digital download Track listing 1. Hangover 2. Lazy (feat. Reddy) 3. Dimples 4. Oh (feat. Ashley) 5. No Strings Attached 6. CWS (feat. BM) 7. Island \| colspan="2" style="background: #DDF; color: black; vertical-align: middle; text-align: center; " class="no table-no2"\| |                             |              |

### Синглови
| Назив                                                                   | Година             | Вршне позиције на графикону | Вршне позиције на графикону | Албум                       |                    |
| Назив                                                                   | Година             | KOR                         | US World | Албум                       |                    |
| Као главни уметник                                                      | Као главни уметник | Као главни уметник          | Као главни уметник | Као главни уметник          | Као главни уметник |
| ----------------------------------------------------------------------- | ------------------ | --------------------------- | --- | --------------------------- | ------------------ |
| "Lonely" (외로워)                                                       | 2019               | —                           | — | Wolf                        |                    |
| "Face"                                                                  | 2019               | —                           | 21 | Wolf                        |                    |
| "Beautiful Girl" (featuring Peniel)                                     | 2019               | —                           | data-sort-value="" style="background: #ececec; color: #2C2C2C; vertical-align: middle; text-align: center; " class="table-na" \| Non-album single |                             |                    |
| "Lazy" (featuring Reddy)                                                | 2021               | —                           | — | Genre                       |                    |
| "Dimples"                                                               | 2021               | —                           | — | Genre                       |                    |
| Сарадње                                                                 |                    |                             | |                             |                    |
| "Sign Of The Times" (са Лием Чан-сол)                                   | 2019               | —                           | — | JTBC SuperBand Episode 5    |                    |
| "ILYSB" (са DPOLE, Mellow Kitchen и Кимом Хјунг-ву)                     | 2019               | —                           | — | JTBC SuperBand Episode 7    |                    |
| "Cake By The Ocean" (са Хвангом Мин-џе, Прком Џи-хван and Кимом Ха-џин) | 2019               | —                           | — | JTBC SuperBand Episode 10   |                    |
| Појављивања звучних записа                                              |                    |                             | |                             |                    |
| "Feel My Heart"                                                         | 2019               | —                           | — | Catch the Ghost OST Part 1  |                    |
| "Wanna Be Bad"                                                          | 2019               | —                           | — | Psychopath Diary OST Part 1 |                    |
| "You Make Me Back"                                                      | 2020               | —                           | — | Itaewon Class OST Part 5    |                    |

### Заслуге за писање песама и компоновање
Напомена: све песме које је издао The Rose је написао и компоновао бенд, и стога су заслужне као такве.
| 2019 | Wolf                                                                                   | Woosung | style="background:#9F9;vertical-align:middle;text-align:center;" class="table-yes"\|Да         | style="background:#9F9;vertical-align:middle;text-align:center;" class="table-yes"\|Да          | -        |
| 2019 | Wolf                                                                                   | Woosung | style="background:#9F9;vertical-align:middle;text-align:center;" class="table-yes"\|Да         | style="background:#9F9;vertical-align:middle;text-align:center;" class="table-yes"\|Да          | -        |
| 2019 | Wolf                                                                                   | Woosung | style="background:#9F9;vertical-align:middle;text-align:center;" class="table-yes"\|Да         | style="background:#9F9;vertical-align:middle;text-align:center;" class="table-yes"\|Да          | -        |
| 2019 | Wolf                                                                                   | Woosung | style="background:#9F9;vertical-align:middle;text-align:center;" class="table-yes"\|Да         | style="background:#9F9;vertical-align:middle;text-align:center;" class="table-yes"\|Да          | -        |
| 2019 | Неалбумски синглови                                                                    | Woosung | style="background:#9F9;vertical-align:middle;text-align:center;" class="table-yes"\|Да         | Peniel\| style="background:#9F9;vertical-align:middle;text-align:center;" class="table-yes"\|Да | Jerry. L |
| 2021 | style="background:#9F9;vertical-align:middle;text-align:center;" class="table-yes"\|Да | Woosung | Reddy\| style="background:#9F9;vertical-align:middle;text-align:center;" class="table-yes"\|Да | Lee Gyu-ho, Kim Hong-woo                                                                        |          |

## Филмографија

### Телевизија
| Година  | Назив                 | Радио и телевизија | Напомена(е)                                         | Реф.   |
| ------- | --------------------- | ------------------ | --------------------------------------------------- | ------ |
| 2011–12 | K-pop Star (season 1) | SBS                | Такмичар                                            | [ 8 ]  |
| 2019    | After School Club     | Arirang TV         | Домаћин са Џејми и Хи-џуном                         | [ 9 ]  |
| 2019    | Superband             | JTBC               | Такмичар; његов тим је заузео 4. место током финала | [ 10 ] |

### Музички спотови
| Година | Назив            | Директор      | Реф.   |
| ------ | ---------------- | ------------- | ------ |
| 2019   | "Face"           | ITCHCOCK      | [ 11 ] |
| 2019   | "Beautiful Girl" | Kim JW Andy   | [ 12 ] |
| 2021   | "Lazy"           | Valentina Vee | [ 13 ] |